# Championnat du Costa Rica de football 1930
Navigation
Saison précédente Saison suivante
La Primera División 1930 est la dixième édition de la première division costaricienne.
Lors de ce tournoi, le CS La Libertad a tenté de conserver son titre de champion du Costa Rica face aux six meilleurs clubs costariciens.
Chacun des sept clubs participant était confronté deux fois aux six autres équipes.

## Les 7 clubs participants
| \| San José: Gimnástica Española CS La Libertad CS Progreso LD Alajuelense Corsarios FC I San José CS Herediano I San José Orión FC I San José \| Localisation des clubs engagés dans le championnat. |
| San José: Gimnástica Española CS La Libertad CS Progreso LD Alajuelense Corsarios FC I San José CS Herediano I San José Orión FC I San José                                                           |

| Club                | Stade                        | Capacité          | Ville      |
| LD Alajuelense      | Stade inconnu                | Capacité inconnue | Alajuela   |
| Corsarios FC        | Stade inconnu                | Capacité inconnue | Cartago    |
| Gimnástica Española | Stade inconnu                | Capacité inconnue | San José   |
| CS Herediano        | Stade inconnu                | Capacité inconnue | Heredia    |
| CS La Libertad      | Stade national du Costa Rica | 25 500            | San José   |
| Orión FC            | Stade Lito Monge             | 27 500            | Curridabat |
| CS Progreso         | Stade inconnu                | Capacité inconnue | San José   |

## Compétition
Les sept équipes affrontent à deux reprises les six autres équipes selon un calendrier tiré aléatoirement. 
Le classement est établi sur l'ancien barème de points (victoire à 2 points, match nul à 1, défaite à 0).
Le départage final se fait selon les critères suivants :
- Le nombre de points.
- Un match de départage.

### Classement
| Rang | Équipe              | Pts | J  | G | N | P  | Bp | Bc | Diff |
| ---- | ------------------- | --- | -- | - | - | -- | -- | -- | ---- |
| 1    | CS Herediano        | 14  | 10 | 6 | 2 | 2  | 26 | 12 | +14  |
| 2    | Gimnástica Española | 14  | 10 | 7 | 0 | 3  | 20 | 12 | +8   |
| 3    | LD Alajuelense      | 12  | 10 | 5 | 2 | 3  | 20 | 14 | +6   |
| 4    | CS La Libertad (T)  | 11  | 10 | 4 | 3 | 3  | 12 | 13 | -1   |
| 5    | Orión FC            | 9   | 10 | 4 | 1 | 5  | 26 | 17 | +9   |
| 6    | Corsarios FC        | 0   | 10 | 0 | 0 | 10 | 7  | 43 | -36  |
| 7    | CS Progreso         | 0   | 0  | 0 | 0 | 0  | 0  | 0  | 0    |

| Légende : Abréviations | Légende : Abréviations |
| ---------------------- | ---------------------- |
|                        | (T) : Tenant du titre  |

### Affrontement complémentaire
| Club         | Score | Club                | Commentaire |
| CS Herediano | 4-2   | Gimnástica Española |             |

## Bilan du tournoi
| Tableau d'Honneur |              |
| Compétition       | Vainqueur    |
| Primera División  | CS Herediano |